# Potočilo
Potočilo (cyr. Поточило) – wieś w Czarnogórze, w gminie Danilovgrad. W 2011 roku liczyła 48 mieszkańców.